# Piotr Łopuszański
Piotr Łopuszański (ur. 24 maja 1966 w Lille) – polski pisarz i dziennikarz, specjalista twórczości Bolesława Leśmiana, autor biografii Mikołaja Kopernika.

## Życiorys
Absolwent II Liceum Ogólnokształcącego im. Stefana Batorego w Warszawie (matura 1986). Ukończył filozofię na Uniwersytecie Warszawskim. Studiował także polonistykę i historię sztuki.
Publikuje od 1991 r. Jego artykuły o ludziach kultury, epokach i zdarzeniach historycznych, pisarzach, aktorach były publikowane w: „Razem”, „Życie Warszawy”, „Twórczość”, „Przegląd Artystyczno-Literacki”, „Teksty Drugie”, „Perspektywy”, „Top-Biografie”, „Pamiętnik Literacki”, „Tygodnik Solidarność”, „Podkowiański Magazyn Kulturalny”, „Kurier Warszawski”, „Akcent”. Pracował w „Życiu Warszawy”, PIW, w TVP, „Perspektywach”, „Focus Historii”. Współpracował z Radio Kolor, Radio Toruń, Radio Gra. Występował w audycjach Programu III Polskiego Radia.

## Twórczość
- Sławni ludzie. Życie – myśli – anegdoty (1996), Książka i Wiedza, ISBN 83-05-12771-0.
- Leśmian (2000), Wydawnictwo Dolnośląskie, ISBN 83-7023-810-6.
- Bolesław Leśmian. Marzyciel nad przepaścią (2006), wyd. Twój Styl, ISBN 83-7163-491-9.
- Zofia i Bolesław Leśmianowie (2005), Wydawnictwo Literackie, ISBN 83-08-03659-7.
- Pan Samochodzik i jego autor. O książkach Zbigniewa Nienackiego dla młodzieży (2009), wyd. Nowy Świat, ISBN 978-83-7386-329-3.
- Gustaw Holoubek – filozof bycia (2010), Oficyna Wydawnicza RYTM, ISBN 978-83-7399-388-4.
- Warszawa literacka lat PRL (2015), Wydawnictwo Bellona, ISBN 978-83-11-13576-5.
- PRL w stylu pop (2016), Wydawnictwo Bellona, ISBN 978-83-11-14232-9.
- Warszawa literacka w okresie międzywojennym (2017), Prószyński i S-ka, ISBN 978-83-8097-087-8.
- Bolesław Leśmian w Warszawie (2017), Skarpa Warszawska (czasopismo), ISBN 978-83-63842-59-8.
- Bywalec zieleni. Bolesław Leśmian (2021), Iskry, ISBN 978-83-244-1087-3.
- Mikołaj Kopernik. Nowe oblicze geniusza (2022), Fronda, ISBN 978-83-8079-714-7.